# Kimberlé Crenshaw
Kimberlé Williams Crenshaw, född 1959, är en amerikansk medborgarrättsaktivist, professor, och en ledande forskare inom svart feministisk juridisk teori och critical race theory. 
Crenshaw är professor i juridik vid UCLA School of Law och Columbia Law School, och arbetar främst med rasism och genusfrågor.
Hon är känd för att ha introducerat begreppet intersektionalitet − studien av hur olika former av diskriminering överlappar och samverkar.
1996 var Crenshaw med och grundade tankesmedjan African American Policy Forum (AAPF), som arbetar mot strukturell ojämlikhet.